# Riegelschaltkontakt
Ein Riegelschaltkontakt (RSK) ist ein elektrischer Schaltkontakt (Öffner, Schließer oder Umschalter), der im Bereich des Schließbleches in der Zarge einer Tür eingebaut ist und durch den Schließriegel des Türschlosses betätigt wird. Damit ist für eine nachgeschaltete Technik eine Auswertung darüber möglich, ob die Tür verriegelt („abgeschlossen“) ist oder nicht.
Diese Auswertung ist vor allem im speziellen Bereich der Einbruchmeldetechnik oder allgemein in der Gebäudeleittechnik relevant. In der Einbruchmeldetechnik ist die Überprüfung der Außentüren eines Objektes auf Verriegelung Teil der Zwangsläufigkeit. Es ist nicht möglich, die Anlage scharf zu schalten, wenn nicht alle Türen verriegelt und alle Fenster geschlossen sind. Diese Abfrage dient zum einen der zusätzlichen Sicherheit – man kann sicher sein, dass alle Türen und Fenster verriegelt sind. Zum anderen wird dadurch verhindert, dass ein Objekt mit scharfgeschalteter Einbruchmeldeanlage über offenstehende Fenster oder unverriegelte, über einen Außendrücker begehbare Türen betreten und damit eine Alarmierung ausgelöst wird.
Ein Riegelschaltkontakt muss so eingebaut bzw. justiert sein, dass eine Betätigung erst bei einem Riegelausschluss des Türschlosses von mindestens 20 mm erfolgt. Erst dann gilt eine Tür versicherungstechnisch als verriegelt.